# Jaime Malamud Goti
Jaime Malamud Goti (ca. 1943) es un jurista, filósofo y docente argentino que fue uno de los primeros en recomendar enjuiciar a los responsables de las violaciones masivas y sistemáticas cometidas en la Argentina durante la dictadura cívico-militar autodenominada "Proceso de Reorganización Nacional" (1976-1983), que se concretó en el célebre Juicio a las Juntas, en el que fueron condenados cinco exjerarcas militares, y se continuó, años después en los juicios por crímenes de lesa humanidad realizados en el siglo XXI. Recibido de abogado en la Universidad de Buenos Aires, es profesor de ética y derecho de la Universidad de San Andrés y Director del Instituto de Investigaciones "Carlos Nino" de la Universidad de Palermo. Fue asesor legal durante el gobierno del presidente Raúl Alfonsín y fue procurador de la Corte Suprema de Justicia de la Nación. Ha sido profesor de la Universidad de Arkansas. Ha escrito libros sobre el proceso de transición de la dictadura a la democracia en Argentina, como Game without end, state terror and the politics of justice y Terror y justicia en la Argentina, entre otras obras. En años recientes Malamud Goti sostiene una postura crítica frente a las nulidades de las leyes de impunidad decretadas por el Congreso y la Corte Suprema de Justicia, y cuestiona la idea de que «la memoria de abusos pasados a los derechos humanos contribuirá a la construcción de una democracia republicana basada en derechos», sosteniendo que «los juicios por violaciones a los derechos humanos no necesariamente corregirán» dichas violaciones.

## Biografía
Jaime Malamud Goti nació en la primera mitad de la década de 1940. Se recibió de abogado en 1965 en la Universidad de Buenos Aires, donde también obtuvo su doctorado en derecho y ciencias sociales en 1976.
En la década del 1970 se afilió a la Sociedad Argentina de Análisis Filosófico (Sadaf) donde se vinculó a Carlos Nino y Martín Farrell.
En 1982, a iniciativa de Carlos Nino y luego de la Guerra de las Malvinas, ingresó al grupo que Raúl Alfonsín había formado para analizar los lineamientos para una política de Estado sobre la revisión judicial de los actos de la dictadura: cuáles podían cuestionarse judicialmente, qué normas había que sancionar y qué argumentos había que sostener. El grupo estuvo integrado también por Martín Farrell, Ricardo Gil Lavedra, Eugenio Bulygin, Osvaldo Guariglia y Eduardo Rabossi, Andrés D'Alessio, Dante Caputo, Enrique Paixao y Juan Octavio Gauna. Junto a Nino tuvo una influencia determinante en la postura alfonsinista de derogar la Ley de autoamnistía n.º 22924 sancionada por la dictadura y la redacción de los decretos 157 y 158 de 1983, por medio de los cuales el recién elegido presidente Alfonsín ordenó acusar a las cúpulas guerrilleras y militares, que dio origen el célebre Juicio a las Juntas de 1985.
En 1987 fue nombrado procurador fiscal de la Corte Suprema de Justicia de la Nación desempeñándose hasta 1988.